# Leuciscus lindbergi
Leuciscus lindbergi är en fiskart som beskrevs av Zanin och Eremejev, 1934. Leuciscus lindbergi ingår i släktet Leuciscus och familjen karpfiskar. Inga underarter finns listade i Catalogue of Life.